# Kurilo
Kurilo este un sat din municipiul Podgorica, Muntenegru. Conform datelor de la recensământul din 2003, localitatea are 106 locuitori (la recensământul din 1991 erau 115 locuitori).

## Demografie
În satul Kurilo locuiesc 85 de persoane adulte, iar vârsta medie a populației este de 39,1 de ani (37,4 la bărbați și 40,6 la femei). În localitate sunt 25 de gospodării, iar numărul mediu de membri în gospodărie este de 4,24.
|  |

| Demografie | Demografie | Demografie |
| An         | Locuitori  | Locuitori  |
| ---------- | ---------- | ---------- |
|            |            |            |
|            |            |            |
|            |            |            |
|            |            |            |
| 1948       | 146        |            |
| 1953       | 168        |            |
| 1961       | 172        |            |
| 1971       | 150        |            |
| 1981       | 105        |            |
| 1991       | 115        | 115        |
| 2003       | 108        | 106        |

| \| Componența etnică conform recensământului din 2003[2] \| Componența etnică conform recensământului din 2003[2] \| Componența etnică conform recensământului din 2003[2] \| Componența etnică conform recensământului din 2003[2] \| Componența etnică conform recensământului din 2003[2] \| \| ----------------------------------------------------- \| ----------------------------------------------------- \| ----------------------------------------------------- \| ----------------------------------------------------- \| ----------------------------------------------------- \| \| \| \| \| \| \| \| Muntenegreni \| Muntenegreni \| \| 93 \| 87,73% \| \| Sârbi \| Sârbi \| \| 7 \| 6,6% \| \| necunoscută \| necunoscută \| \| 0 \| 0% \| |              |  |    |        |
| Componența etnică conform recensământului din 2003 |              |  |    |        |
| |              |  |    |        |
| Muntenegreni | Muntenegreni |  | 93 | 87,73% |
| Sârbi | Sârbi        |  | 7  | 6,6%   |
| necunoscută | necunoscută  |  | 0  | 0%     |